# Thaksin Shinawatra
Thaksin Shinawatra, taj. ทักษิณ ชินวัตร (ur. 26 lipca 1949 w Chiang Mai) – tajski polityk, premier Tajlandii w latach 2001–2006. Brat tajskiej premier Yingluck Shinawatry.

## Życiorys
Urodzony w rodzinie wielkich przedsiębiorców zajmujących się jedwabiem, budownictwem i bankowością. Studiował na akademii policyjnej i pracował jako policjant. W 1973 po otrzymaniu stypendium na studia doktoranckie w dziedzinie prawa karnego wyjechał do Stanów Zjednoczonych. Po powrocie do kraju zrezygnował z pracy w policji i zbudował imperium telekomunikacyjne stając się jednym z najbogatszych ludzi w Tajlandii.
Działalność polityczną rozpoczął od wstąpienia do partii Moralna Siła (Phalang Tham), z której ramienia trzykrotnie przez krótki czas piastował stanowisko ministra. W 1998 założył partię Thai Rak Thai (taj. Taj Kocha Taja). W wyborach parlamentarnych w 2001 jego partia zdobyła najwięcej mandatów, a Shinawatra został premierem. W 2005 Thai Rak Thai zdobyła w wyborach zdecydowaną przewagę i Shinawatra pozostał na stanowisku premiera na drugą kadencję, mając poparcie większości parlamentarnej.
4 kwietnia 2006 zrezygnował z urzędu premiera. Jego obowiązki przejął wicepremier Chidchai Vanasatidya. 23 maja 2006 powrócił na stanowisko, ale we wrześniu tego samego roku został odsunięty od władzy przez przewrót wojskowy. Uciekł z Tajlandii w 2008 roku, zanim oskarżono go o nadużycia władzy. 22 sierpnia 2023 roku powrócił do Tajlandii, został aresztowany i osadzony w więzieniu w Bangkoku, gdzie ma odbyć karę 8 lat pozbawienia wolności.
W latach 2007–2008 był właścicielem większościowego pakietu akcji klubu piłkarskiego Manchester City F.C.